# Coubon
Coubon é uma comuna francesa na região administrativa de Auvérnia-Ródano-Alpes, no departamento de Alto Loire. Estende-se por uma área de 22,67 km². Em 2010 a comuna tinha 3 336 habitantes (densidade: 147,2 hab./km²).